# Xavier Thévenard
Pour les articles homonymes, voir Thévenard.
Xavier Thévenard, né le 6 mars 1988 à Nantua (Ain), est un sportif français de haut-niveau. Spécialiste de l'ultra-trail, il a notamment remporté l'Ultra-Trail du Mont-Blanc en 2013, 2015 et 2018 et réalisé le grand chelem de l'UTMB en remportant au moins une fois chaque course individuelle organisée (UTMB, CCC, TDS et OCC).

## Biographie

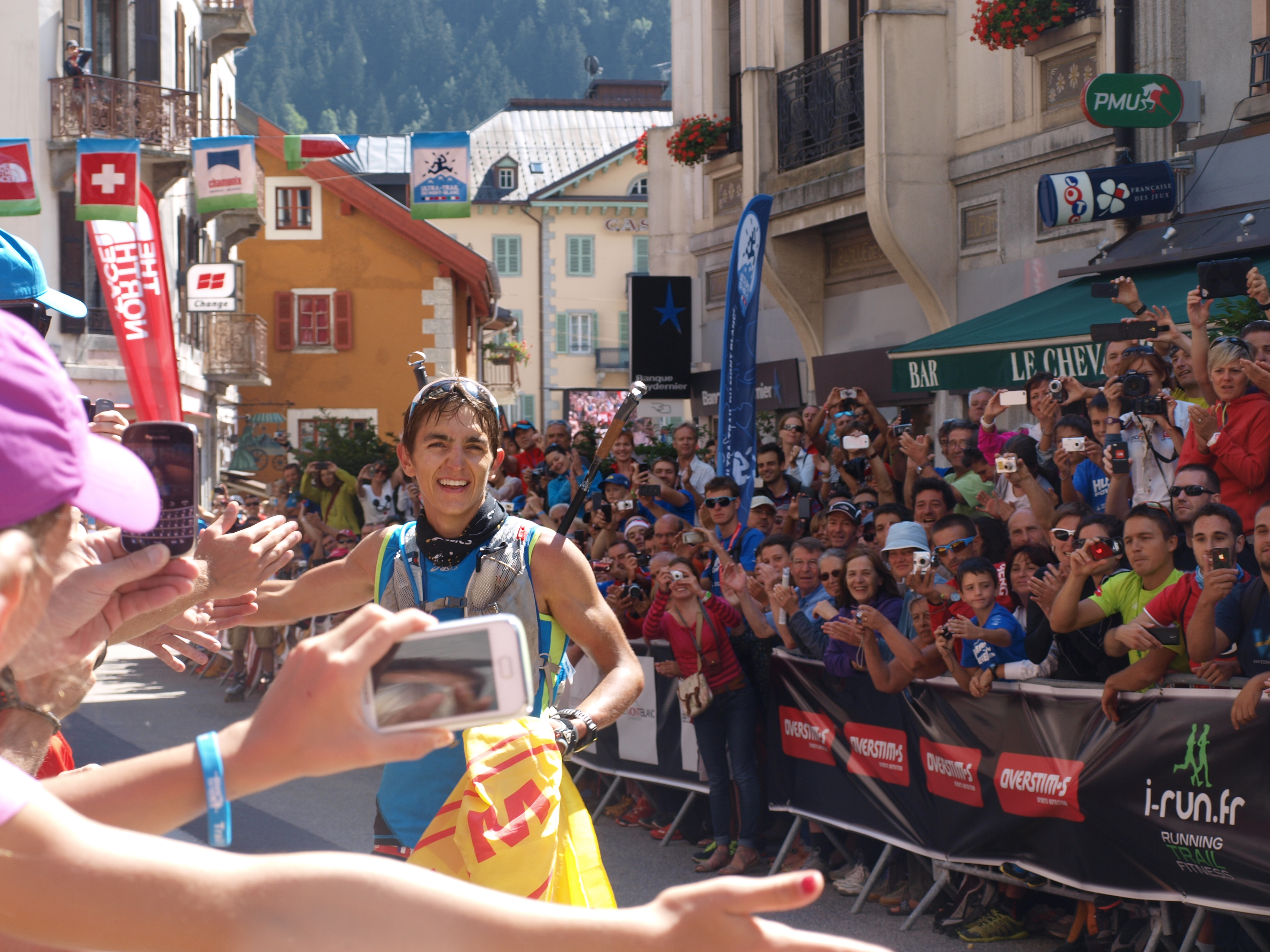
Xavier Thévenard lors de l'arrivée de l'UTMB 2013

Originaire des Plans d'Hotonnes, ancien skieur de fond et biathlète, il intègre la course en pleine nature comme exercice de préparation physique durant l'été. En 2010, il débute des compétitions d'ultra-trail. En 2016 il remporte Orsières-Champex-Chamonix et devient le seul coureur ayant réalisé le grand chelem de l'Ultra-Trail du Mont-Blanc en remportant les 4 courses individuelles avec :
- l'UTMB (170 km) en 2013, 2015 et 2018
- la CCC (99 km) en 2010
- la TDS (119 km) en 2014 et
- l'OCC (55 km) en 2016

En 2017, il remporte les 80km du Mont-Blanc. En 2018, lors de la Hardrock 100, il est disqualifié au kilomètre 145 pour cause de « ravitaillement hors-zone » par la direction de la course ; il avait pris de l'eau au kilomètre 65,3, quelques kilomètres après un ravitaillement officiel.
Son dernier succès remonte au 21 septembre 2019 en Suisse lors de lHumani'Trail 2019 - Trail du Panda Roux (17,1 km et 840 m de dénivelé positif) en 1 h 18 min 12 s.
À l'automne 2020, Xavier Thévenard est contaminé par la maladie covid-19 et apprend qu'il a la maladie de Lyme, ce qui affecte ses capacités physiques.
Ses résultats sportifs s'en ressentent avec une 20e place sur les 45,5 km de l'Ultra Trail Cote d'Azur Mercantour en 2020, puis une 55e place sur les 27,5 km du Trail Thoiry-Reculet en mai 2021.
Suivent deux abandons en 2021 lors des 121,2 km du La Sportiva Lavaredo Ultra Trail en juin et lors de l'UTMB en août.
En mars 2022, il termine 21e du Trail du Cirque du Fer à Cheval dans le Jura.
Le 10 janvier 2021, son partenariat avec l'équipementier japonais ASICS prend fin, après dix années de collaboration.

## Palmarès
| no  | masculin           | Course                                  | Longueur | Départ             | Temps            |
| --- | ------------------ | --------------------------------------- | -------- | ------------------ | ---------------- |
| 2e  | Médaille d'argent  | Transju'Trail                           | 70 km    | 6 juin 2010        | 6 h 31 min 15 s  |
| 1er | Médaille d'or      | CCC                                     | 98 km    | 27 août 2010       | 11 h 57 min 13 s |
| 1er | Médaille d'or      | Transju'Trail                           | 70 km    | 5 juin 2011        | 6 h 20 min 51 s  |
| 2e  | Médaille d'argent  | 6000D                                   | 60 km    | 30 juillet 2011    | 5 h 48 min 06 s  |
| 3e  | Médaille de bronze | Trail des Aiguilles Rouge               | 50 km    | 25 septembre 2011  | 6 h 48 min 29 s  |
| 1er | Médaille d'or      | Endurance trail des Templiers           | 106 km   | 21 octobre 2011    | 10 h 58 min 44 s |
| 1er | Médaille d'or      | Trail des forts du Grand Besançon       | 45 km    | 13 mai 2012        | 3 h 44 min 58 s  |
| 1er | Médaille d'or      | Transju'trail — 2e victoire             | 72 km    | 2 juin 2013        | 6 h 21 min 21 s  |
| 3e  | Médaille de bronze | 80km du Mont-Blanc                      | 80 km    | 28 juin 2013       | 10 h 06 min 28 s |
| 1er | Médaille d'or      | Ultra-Trail du Mont-Blanc               | 168 km   | 30 août 2013       | 20 h 34 min 57 s |
| 2e  | Médaille d'argent  | Grande course des Templiers             | 73 km    | 27 octobre 2013    | 6 h 47 min 46 s  |
| 1er | Médaille d'or      | TDS                                     | 119 km   | 27 août 2014       | 14 h 10 min 37 s |
| 1er | Médaille d'or      | Ultra-Trail du Mont-Blanc — 2e victoire | 170 km   | 28 août 2015       | 21 h 09 min 15 s |
| 3e  | Médaille de bronze | Transju'trail                           | 72 km    | 5 juin 2016        | 6 h 42 min 33 s  |
| 2e  | Médaille d'argent  | Marathon du Mont-Blanc                  | 42 km    | 24 juin 2016       | 4 h 07 min 51 s  |
| 3e  | Médaille de bronze | Hardrock 100                            | 100 mi   | 15 juillet 2016    | 23 h 57 min 10 s |
| 1er | Médaille d'or      | OCC                                     | 55 km    | 25 août 2016       | 5 h 28 min 37 s  |
| 3e  | Médaille de bronze | Ultra Trail de l'île de Madère          | 115 km   | 22 avril 2017      | 13 h 42 min 16 s |
| 1er | Médaille d'or      | 80km du Mont-Blanc                      | 82 km    | 23 juin 2017       | 11 h 03 min 05 s |
| 4e  | 4e                 | Ultra-Trail du Mont-Blanc               | 167 km   | 1er septembre 2017 | 20 h 03 min 14 s |
| 1er | Médaille d'or      | Ultra-Trail du Mont-Blanc — 3e victoire | 171 km   | 31 août 2018       | 20 h 44 min 16 s |
| 1er | Médaille d'or      | Ultra-Trail du Mont-Fuji                | 169 km   | 26 avril 2019      | 19 h 36 min 26 s |
| 1er | Médaille d'or      | 90km du Mont-Blanc                      | 91 km    | 28 juin 2019       | 11 h 04 min 50 s |
| 2e  | Médaille d'argent  | Ultra-Trail du Mont-Blanc               | 170 km   | 30 août 2019       | 21 h 07 min 56 s |